# ژنگان‌شناسی سلول‌های سرطانی
ژنگان‌شناسی سلول‌های سرطانی زیرزمینه‌ای از ژنگان‌شناسی است که ژن‌های مربوط به سرطان را توصیف می‌کند. این زیرزمینه روی ژنگان‌شناسی، پس‌زادشناسی و تغییرات تفسیر ژن در سرطان تمرکز می‌کند.
سرطان یک بیماری ژنتیکی ناشی از انباشته شدن جهش‌های دی‌ان‌ای و تغییرات شرایط پس‌زایشی سلول‌ها است که منجر به رشد سریع محصور نشدهٔ سلول‌ها و تشکیل نئوپلاسم می‌شود. هدف از ژنگان‌شناسی سلول‌های سرطانی، شناسایی غده‌های سرطانی جدید یا ژن‌های سرکوب‌گر غده‌های سرطانی است که ممکن است بتواند بینش‌های جدیدی را در مورد تشخیص سرطان، پیش‌بینی نتایج آزمایش‌های بالینی سرطان‌ها و اهداف جدید برای درمان سرطان ایجاد کند. موفقیت روش‌های هدف‌گیر در درمان سرطان از جمله گلیوک، ترازتوزوماب و بواسیزامب امید پیدا کردن اهداف جدید برای درمان سرطان توسط ژنگان‌شناسی سلول‌های سرطانی را افزایش داده است.

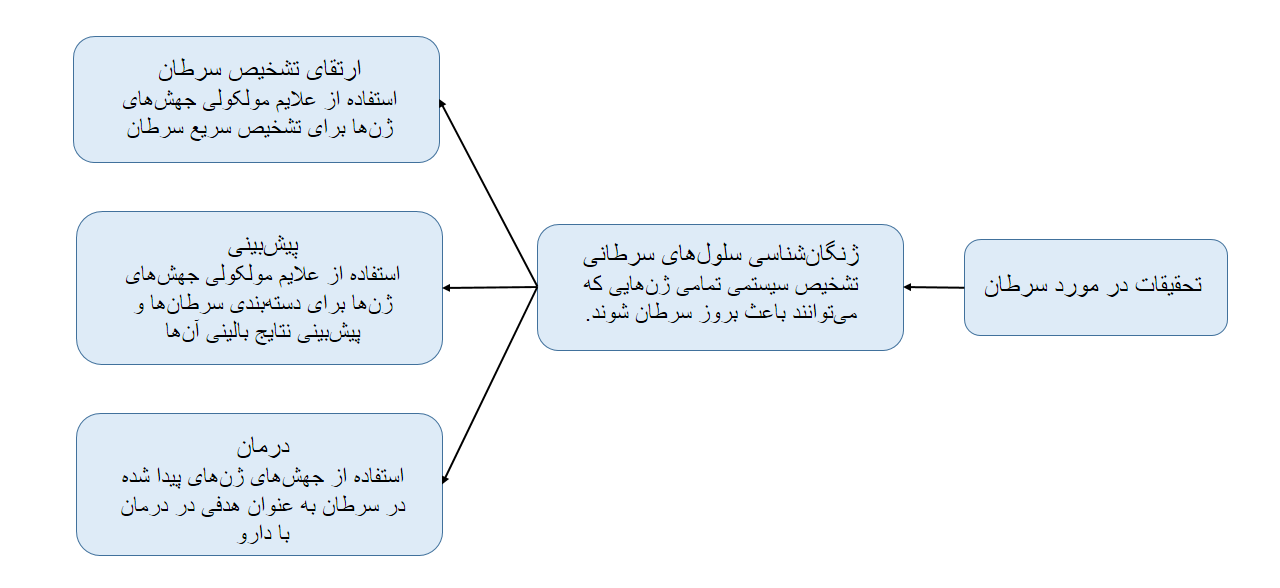
هدف از ژنگان‌شناسی سلول‌های سرطانی

علاوه بر درک ساز و کارهای ژنتیکی زیرین که باعث آغاز یا توسعهٔ پیش‌روی سرطان می‌شود، درمان سرطان مختص به شخص هم از اهداف ژنگان‌شناسی سلول‌های سرطانی است. سرطان به دلیل جهش‌های دی‌ان‌ای و تغییر شرایط پس‌زایشی در سلول‌ها که به صورت تصادفی روی هم جمع شده و منجر به نتایج تصادفی بیشتری می‌شوند توسعه می‌یابد. شناسایی و هدف قرار دادن جهش‌ها در یک بیمار خاص ممکن است موجب افزایش اثربخشی درمان شود.
تکمیل پروژهٔ ژنگان انسان، موجب تسهیل رشتهٔ ژنگان‌شناسی سلول‌های سرطانی و افزایش توانایی محققان در پیدا کردن غده‌های سرطانی می‌شود. فنون توالی‌یابی و روش‌های نمایه‌یابی متیل‌دارشدن سراسری، در مطالعات مربوط به ژنگان‌شناسی سلول‌های سرطانی به کار گرفته شده‌اند.

## تاریخچه
عصر ژنگان‌شناسی در دههٔ ۱۹۹۰ با تولید رشتهٔ دی‌ان‌ای بسیاری از موجودات آغاز شد. در قرن ۲۱، تکمیل پروژهٔ ژنگان انسان امکان مطالعهٔ ژنگان‌شناسی کاربردی و بررسی ژنگان غدد سرطانی را فراهم کرد. سرطان تمرکز اصلی ژنگان‌شناسی است.
عصر پس‌زادشناسی به‌طور عمده در حدود سال ۲۰۰۰ آغاز شد. یک منبع اصلی تغییر شرایط پس‌زایشی، متیل‌دار شدن تغییر یافتهٔ جزیره‌های سی.جی. در ناحیهٔ راه‌انداز ژن‌هاست. تعدادی از روش‌های طراحی شدهٔ جدید می‌توانند وضعیت متیل‌دار شدن دی‌ان‌ای را در بافت‌های سرطانی در برابر بافت‌های عادی تعیین کنند. بعضی روش‌ها میزان متیل‌دار شدن جفت‌های سی. جی واقع در دسته‌های مختلف نواحی کروموزومی، شامل جزیره‌های سی. جی، سواحل، فلات‌ها، راه‌اندازها، توالی ژن‌ها و نواحی بین ژنی را تعیین می‌کنند. سرطان یکی از تمرکزهای اصلی پس‌زادشناسی هم می‌باشد.
تعیین توالی کل ژنگان سرطانی برای تحقیقات سرطان حائز اهمیت است چون:
- جهش‌ها دلیل اصلی شروع سرطان هستند و رخ‌مانه‌ی غدهٔ سرطانی را مشخص می‌کنند.
- دسترسی به نمونه‌های بافت‌های سالم و سرطانی از یک بیمار یکسان و این واقعیت که بیشتر جهش‌های سرطانی بیانگر رخدادهای بدنی (غیر زایشی) هستند اجازهٔ تعیین جهش‌های مختص سرطان را می‌دهد.
- جهش‌های سرطانی تجمعی بوده و میزان تجمیع آن‌ها می‌تواند سطح بیماری را مشخص کند. در حال حاضر فراگستری و مقاومت در برابر دارو غیرقابل تشخیص هستند که با تعیین میزان تجمیع ممکن است امکان شناسایی آن‌ها فراهم شود.[۶]

دسترسی به نمایهٔ متیل‌دار شدن برای تحقیقات سرطان حائز اهمیت است چون:
- محرک‌های مربوط به شرایط پس‌زایشی هم‌گام با محرک‌های مربوط به جهش می‌توانند عامل به وجود آمدن سرطان شوند.[۷]
- تأثیرات مربوط به شرایط پس‌زایشی و جهش‌ها تجمعی بوده و میزان تجمیع آن‌ها می‌تواند سطح بیماری را مشخص کند.[۸]

### تعیین توالی ژنگان کامل
اولین ژنگان سرطان در سال ۲۰۰۸ تعیین توالی شد. در این مطالعه یک ژنگان سرطان حاد مغز استخوان و ژنگان همتای سالم آن از یک بیمار یکسان بررسی شدند. مقایسهٔ این دو، ده ژن جهش یافته را آشکار کرد. عملکرد دو ژن از این ده ژن که عامل توسعهٔ غدهٔ سرطانی بودند، تا آن زمان شناسایی شده بود: یک مضاعف شدگی داخلی اتصال گیرندهٔ اف‌ال‌تی۳ در ژن تیروزین کیناز، که علامت‌دهی کیناز - علامتی که برای تنظیم کارهای مختلف سلول از جمله تقسیم سلولی به کار می‌رود - را فعال می‌کند و یک درج در پایهٔ چهارم اگزان ۱۲ ژن ان‌پی‌ام۱. این جهش‌ها در ۲۵–۳۰٪ غده‌های این نوع سرطان پیدا شده‌اند و این باور وجود دارد که آن‌ها به توسعهٔ سرطان کمک می‌کنند نه شروع آن.
۸ جهش مانده همه جهش‌های جدید و شامل تغییر یک باز واحد بودند: ۴ تا از این جهش‌ها در خانوادهٔ ژن‌های به شدت مرتبط با تکوین بیماری سرطان (پی‌تی‌پی‌آرتی، سی‌دی‌اچ۲۴، پی‌سی‌ال‌کی‌سی و اس‌ال‌سی۱۵اِی۱) هستند. چهار جهش دیگر (کی‌ان‌دی‌سی۱، جی‌پی‌آر۱۲۴، ای‌بی۱۲ و جی‌آرآی‌ان‌سی۱بی) هیچ رابطهٔ اولیه‌ای با تکوین بیماری سرطان ندارند بلکه پس از پدید آمدن آن، قابلیت انجام کارهایی که در مسیرهای سوخت و ساز دارند می‌تواند به توسعهٔ سرطان کمک کند.
این ژن‌ها در مسیرهایی که به تکوین سرطان کمک می‌کنند، مشارکت دارند. اما قبل از این مطالعه بیشتر آن‌ها به عنوان نمایندهٔ درمان هدف‌گیر ژن‌ها انتخاب نمی‌شدند. این تحلیل‌ها هدف توالی‌یابی کل ژنگان سرطانی را در تعیین جهش‌های غیر زایشی و اهمیت توالی‌یابی موازی ژنگان سلول‌های عادی و سرطانی تأیید می‌کند.
در سال ۲۰۱۱، ژنگان بیماری استثنائی با سرطان مثانه که غده‌های سرطانی او توسط داروی اورولیموس از بین رفته بودند توالی‌یابی شد و وجود دو جهش در ژن‌های تی‌اس‌سی۱ و ان‌اف۲ را آشکار کرد. این دو جهش تولید پروتئین ام‌تی‌اوآر را که توسط داروی اورولیموس سرکوب شده بود، مجدداً تنظیم می‌کردند و موجب تولید بی‌حد آن می‌شدند. در نتیجهٔ آن در سال ۲۰۱۵، بخش پاسخ‌دهندگان استثنائی به درمان در مؤسسهٔ ملی سرطان شکل گرفت. این بخش به چنین بیماران استثنائی (که حداقل در ۶ ماه گذشته به یک داروی سرطان که اغلب شکست می‌خورد پاسخ مثبت داده‌اند) اجازهٔ توالی‌یابی ژنگان را برای تعیین جهش‌های مرتبط می‌دهد. سپس وجود آن جهش‌ها در سایر بیماران بررسی شده و در صورت داشتن به آن‌ها همان دارو داده می‌شود. از آن سال تا پایان سال ۲۰۱۶ یک امتحان سرتاسری داروهای سرطان، در مجموعه‌ای شامل بیش از ۲۴۰۰ مرکز آغاز شد. با توجه به جهش‌های بیماران، یکی از ۴۰ داروی متناسب با جهش‌های آن‌ها برایشان استفاده می‌شود.
در سال ۲۰۱۴، مرکز غده‌شناسی مولکولی آزمایش MSK_IMPACT - یک وسیلهٔ غربالگری که دنبال جهش‌ها در ۳۴۱ ژن مربوط به سرطان می‌گردد - را گسترش داد. تا سال ۲۰۱۵ بیش از ۵۰۰۰ بیمار غربال شده بودند. بیماران با جهش‌های مناسب برای شرکت در آزمایش‌های بالینی با درمان هدف‌گیر واجد شرایط هستند.

## ژنگان‌شناسی مقایسه‌ای سلول‌های سرطانی
ژنگان‌شناسی مقایسه‌ای سلول‌های سرطانی از مقایسه‌های بین موجودات مختلف برای شناسایی سلول‌های سرطانی استفاده می‌کند. این تحقیق شامل مطالعهٔ ژنگان، رونوشتگان و محتوای پروتئینی سلول‌های سرطانی در موجودات الگو از جمله موش برای تعیین سلول‌های با قابلیت سرطانی شدن و ارجاع آن به نمونه‌های سرطان انسانی است تا مشاهده شود که آیا نظیر این سلول‌های سرطانی در ایجاد سرطان انسانی نقش دارند یا خیر. تغییرات ژنگان در الگوهای موش مشابه تغییرات یافت شده در سرطان‌های انسان هستند. این الگوها توسط روش‌هایی چون تزریق ویروس پسگرد جهش‌زا یا پیوند سلول‌های سرطانی کاشت شده ایجاد می‌شوند.

## منبع جهش‌های محرک سرطان‌زایی
همان‌طور که توسط گائو و دیگران اشاره شده‌است، پایداری و درستی ژنگان انسان توسط سیستم تعمیر آسیب دی‌ان‌ای حفظ می‌شود. آسیب تعمیرنشدهٔ دی‌ان‌ای علت اصلی جهش‌های محرک سرطان‌زایی است. اگر تعمیر دی‌ان‌ای دچار نقصان باشد، آسیب دی‌ان‌ای تجمیع می‌شود. این آسیب اضافی در دی‌ان‌ای می‌تواند خطای جهش را در همانندسازی دی‌ان‌ای به دلیل وجود سیستم مستعد خطا در همانندسازی افزایش دهد. افزایش آسیب دی‌ان‌ای همچنین به دلیل خطاهایی در هنگام تعمیر دی‌ان‌ای می‌تواند باعث افزایش تغییرات پس‌زایشی شود. چنین جهش‌ها و تغییرات شرایط پس‌زایشی می‌تواند سرطان را توسعه دهد.
ژن‌های سیستم تعمیرکنندهٔ آسیب دی‌ان‌ای اغلب در سرطان انسانی به دلیل تغییر شرایط پس‌زایشی سرکوب می‌شوند. چنین سرکوبی می‌تواند حاصل متیل‌دارشدن نواحی راه‌انداز یا سرکوبی به واسطهٔ ریزآران‌ای‌ها باشد. سرکوبی ژن‌های سیستم تعمیرکنندهٔ آسیب دی‌ان‌ای به واسطهٔ تغییر شرایط پس‌زایشی بسیار مکررتر از رخ دادن جهش در بسیاری از انواع سرطان است؛ بنابراین سرکوب منتج از تغییر شرایط پس‌زایشی اغلب نقش مهم‌تری در کاهش بیان ژن‌های تعمیرکننده دارد. کاهش بیان ژن‌های تعمیر کننده محرک بسیار مهمی در سرطان‌زایی به نظر می‌رسد.

## دی‌ان‌ای میتوکندری
جهش‌های دی‌ان‌ای میتوکندری، ام‌تی‌دی‌ان‌ای، به تشکیل غده‌ها مرتبط هستند. چهار نوع جهش ام‌تی‌دی‌ان‌ای شناسایی شده‌است:

### جهش‌های نقطه‌ای
جهش‌های نقطه‌ای در قسمت‌های رمزدار و بدون رمز ام‌تی‌دی‌ان‌ای سلول‌های سرطانی مشاهده شده‌است. در سلول‌های سرطان مثانه، سر/گردن و ریه، جهش‌های نقطه‌ای داخل قسمت رمزدار حاوی نشانه‌هایی از شباهت به همدیگر است که پیشنهادگر این پدیده است که زمانی که یک سلول سالم به سلول سرطانی تبدیل می‌شود (یک تبدیل نوساز) به نظر می‌رسد میتوکندری هم با آن هماهنگ می‌شود. جهش‌های نقطه‌ای فراوان در قسمت بدون رمز و قسمت حلقه‌های جابجاشدهٔ میتوکندری سرطانی پیشنهاد می‌کند که جهش‌ها در این ناحیه می‌توانند یک ویژگی مهم در بعضی سرطان‌ها باشند.

### حذف‌ها
این نوع جهش به دلیل اندازهٔ کوچکش (کوچکتر از ۱۰۰۰ جفت باز) به ندرت قابل تشخیص است. ظاهر جهش‌های ام‌تی‌دی‌ان‌ای خاصی در چندین نوع سرطان گواه این است که حذف‌های کوچک در ام‌تی‌دی‌ان‌ای ممکن است در اوایل تشکیل سرطان ظاهر شود. همچنین بیانگر این است که تعداد میتوکندری‌های حاوی این حذف‌ها با پیش‌روی غده افزایش می‌یابد. یک استثنا حذف‌های نسبتاً بزرگی است که در بسیاری از سرطان‌ها ظاهر می‌شود (که به عنوان «حذف مشترک» شناخته می‌شود و طول آن بزرگتر از ۴۰۰۰ جفت‌باز است)، اما حذف‌های بزرگ‌تری در ام‌تی‌دی‌ان‌ای سلول‌های سالم نسبت به سلول‌های سرطانی پیدا شده‌است. این پدیده ممکن است به علت فرایند تطابقی سلول‌های سرطانی باشد که میتوکندری‌های با چنین حذف‌های بزرگی را از بین می‌برد.

### درج‌ها
دو نوع درج کوچک با اندازه‌های حدود ۲۶۰ و ۵۲۰ جفت باز می‌توانند در سرطان سینه، معده، کبد، رودهٔ بزرگ و همچنین سلول‌های سالم مشاهده شوند. هیچ همبستگی بین این درج‌ها و سرطان پیدا نشده‌است.

### جهش‌های تعداد رونوشت‌ها
مشخصات ام‌تی‌دی‌ان‌ای در طی واکنش زنجیره‌ای پلیمراز زمان-واقعی نشان‌دهندهٔ وجود تغییرات کمی در تعداد رونوشت‌های ام‌تی‌دی‌ان‌ای در بسیاری از سرطان‌هاست. افزایش تعداد رونوشت به دلیل فشار ناشی از اکسید شدن قابل انتظار است. از طرف دیگر، کاهش به نظر می‌رسد به دلیل جهش‌های نقطه‌ای غیر زایشی در محل شروع همانندسازی دی‌ان‌ای در رشته‌ی-اچ یا در منطقهٔ دی۳۱۰ در امتداد-سی حلقهٔ جابجایی، جهش‌هایی در مسیرهای میانجی‌گر بیان پی۵۳ (ژن سرکوب‌کنندهٔ غدهٔ سرطانی) یا فعالیت غیر بهینهٔ آنزیمی به دلیل جهش‌های آنزیم پی‌اوال‌جی رخ داده باشد. پس از آن هر افزایش یا کاهشی در تعداد رونوشت در سلول‌های سرطانی ثابت می‌ماند. این واقعیت که میزان ام‌تی‌دی‌ان‌ای در سلول‌های سرطانی ثابت است پیشنهادگر این پدیده است که میزان ام‌تی‌دی‌ان‌ای با سیستم بسیار پیچیده‌تری در سلول‌های سرطانی کنترل می‌شود تا یک تغییر ساده در نتیجهٔ رشد غیرعادی سلول. نقش محتوای ام‌تی‌دی‌ان‌ای در سرطان‌های انسانی به وضوح با نوع یا محل‌های خاص غدد سرطانی تغییر می‌کند.